# 高光夔
高光夔，京師順天府文安縣（今河北省廊坊市文安縣）人，清朝政治人物、進士出身。
順治六年（1649年）己丑科進士，改庶吉士，順治八年任內翰林弘文院編修。後任揚州道。